# Zespół Da Costy
Zespół Da Costy (ang. Da Costa’s syndrome) – zespół chorobowy, na który składa się kłujący ból w klatce piersiowej, uczucie niepokoju i zmęczenia, kołatanie serca, duszność, zawroty głowy, hiperwentylacja, parestezje kończyn. Ból jest niezwiązany z wysiłkiem fizycznym, często przerywany jest krótkimi epizodami ostrego bólu o przeszywającym charakterze, lokalizuje się zazwyczaj w okolicy koniuszka serca. Uważa się, że zespół Da Costy ma podłoże psychogenne.
Inne nazwy tego zaburzenia to: nerwica serca, astenia nerwowo-krążeniowa, dystonia neurowegetatywna, astenia krążeniowo-oddechowa.
Zaburzenie to zostało opisane po raz pierwszy przez amerykańskiego kardiologa Jacoba Mendesa Da Costę w XIX w. jako irritable heart u żołnierzy biorących udział w wojnie secesyjnej (1861–1865) (w Polsce przyjęto termin „serce żołnierskie”).